# Antoni (Jerjannakis)
Anthony Gergiannakis (ur. 2 marca 1935 we wsi Avgeniki na Krecie, zm. 25 grudnia 2004 w Sacramento) – grecki duchowny prawosławny, pierwszy biskup prawosławnej diecezji San Francisco, następnie metropolita San Francisco.

## Życiorys
Studiował w szkole teologicznej na Chalki, we wrześniu 1960 został wyświęcony na kapłana. Wyjechał do pracy kościelnej w Stanach Zjednoczonych, gdzie jednocześnie uzupełniał wykształcenie na Uniwersytecie Yale, Uniwersytecie Chicagowskim i stanowym uniwersytecie w Wisconsin. Był duszpasterzem i propagatorem kultury i historii Rosji w wielu parafiach prawosławnych w USA.
W 1979 został biskupem nowo powołanej diecezji San Francisco. Zyskał przydomek „biskupa budowniczego”, kreował ponad 20 nowych parafii i świątyń prawosławnych. Brał aktywny udział w życiu hierarchii kościelnej, w 1997 po podniesieniu San Francisco do rangi metropolii został pierwszym metropolitą. Był współtwórcą m.in. Instytutu Badań Prawosławnych im. Patriarchy Athenagorasa, zainicjował festiwal ludowych tańców rosyjskich.